# Oerstedia phoresiae
Oerstedia phoresiae är en djurart som tillhör fylumet slemmaskar, och som först beskrevs av Kulikova 1987.  Oerstedia phoresiae ingår i släktet Oerstedia och familjen Oerstediidae. Inga underarter finns listade i Catalogue of Life.